# Резня по высшему классу
«Резня по высшему классу» (англ. The Big Fat Kill — большая смачная резня) — ограниченная серия комиксов издательства Dark Horse Comics. Третий сюжет в серии «Город грехов» и второй сюжет с героем Дуайтом Маккарти.

## Сюжет
Дуайт Маккарти спасает свою девушку Шелли от её бывшего ухажёра, мелкого преступника Джеки-боя. Но это вовлекает Дуайта в войну проституток Старого города с мафией.

## Награды
- Премия Эйснера в категории «Лучшая ограниченная серия» в 1996 года[1].
- Номинации премии Эйснера в категории «Лучший художник обложки комикса» в 1996 году[1].

## Экранизация
Сюжет комикса стал основой для одной из трёх новелл фильма «Город грехов». Клайв Оуэн сыграл Дуайта Маккарти, Бенисио Дель Торо — детектива Джека «Джеки-бой» Рафферти, Розарио Доусон — Гейл, Майкл Кларк Дункан — Манута, Дэвон Аоки — Михо, Бриттани Мёрфи — Шелли.